# Hunerich
Hunerich (420? – 23. prosince 484) byl vandalský král, nejstarší syn Geisericha. Vandalům vládl od roku 477 do své smrti v roce 484. Na rozdíl od svého otce se soustředil především na vnitropolitické záležitosti. Jeho následovníkem se stal synovec Gunthamund.
Svou krutostí se podobal svému otci, aby zabezpečil trůn svému synovi Hilderichovi, vyvraždil své pokrevní příbuzné a dopustil se i vyhlazování vandalské šlechty. Na jeho příkaz se 1. února roku 484 v Kartágu konal církevní koncil, na kterém měli katoličtí biskupové v teologicko-vědecké rozpravě s ariánskými knězi dokázat pravost své víry. Koncil byl přerušen poté, co ariánský patriarcha Cyril vyprovokoval ostré spory. Hunerich nato 24. února 484 vydal edikt, ve kterém označil katolíky za jediné viníky, a zakázal jejich činnost. Od 1. června 484 bylo povoleno vyznávat pouze ariánské náboženství. Katolíkům, kteří se postavili na odpor, konfiskovali majetek, tělesně je trestali a posílali na nucené práce. Mnozí zaplatili životem. Týž rok postihlo vandalské království sucho, následkem čehož byl nedostatek potravin, lidé umírali hladem a po zemi se začal šířit mor. 23. prosince 484 v Kartágu morové nákaze podlehl i samotný král Hunerich.
| Králové Vandalů       | Králové Vandalů  | Králové Vandalů      |
| --------------------- | ---------------- | -------------------- |
| Předchůdce: Geiserich | 477–484 Hunerich | Nástupce: Gunthamund |